# ريبيكا دي مورني
ريبيكا دي مورني (بالإنجليزية: Rebecca De Mornay)‏ هي منتجة أفلام، وممثلة أمريكية. ولدت باسم ريبيكا جين بيرش (بالإنجليزية: Rebecca Jane Pearch)‏، في 29 أغسطس 1959، في سانتا روسا (كاليفورنيا)، في الولايات المتحدة.

## أعمال

### أفلام
- (1983) ريسكي بيزنس[6]
- (1985) رحلة إلى بونتيفول
- (1985) قطار منفلت
- (2005) أسياد دوغتاون[7]
- (2005) متطفلي العرس[8]
- (2010) يوم الأم
- (2012) لم الشمل الأمريكي[9][10][11]
- (2016) أنا الغضب

### مسلسلات
- هاواي فايف أو

## وصلات خارجية
- ريبيكا دي مورني على موقع IMDb (الإنجليزية)
- ريبيكا دي مورني على موقع روتن توميتوز (الإنجليزية)
- ريبيكا دي مورني على موقع مونزينجر (الألمانية)
- ريبيكا دي مورني على موقع قاعدة بيانات الأفلام العربية
- ريبيكا دي مورني على موقع ألو سيني (الفرنسية)
- ريبيكا دي مورني على موقع ميوزك برينز (الإنجليزية)
- ريبيكا دي مورني على موقع تيرنر كلاسيك موفيز (الإنجليزية)
- ريبيكا دي مورني على موقع أول موفي (الإنجليزية)
- ريبيكا دي مورني على موقع قاعدة بيانات الأفلام السويدية (السويدية)
- ريبيكا دي مورني على موقع إن إن دي بي (الإنجليزية)